# Edmond Cavillon
Edmond Cavillon est un homme politique français né le 6 août 1875 à Airaines (Somme) et décédé le 25 mai 1957 au même lieu
Industriel et administrateur de sociétés, il est président de l'union syndicale des tissus et matières textiles. De 1913 à 1919, il est maire d'Hallencourt. En 1919, il est conseiller général du canton de Molliens-Dreuil et le reste jusqu'en 1940. Il est sénateur de la Somme de 1926 à 1936, inscrit au groupe de l'Union démocratique et radicale. Il est secrétaire du Sénat en 1935-1936.

## Sources
- « Edmond Cavillon », dans le Dictionnaire des parlementaires français (1889-1940), sous la direction de Jean Jolly, PUF, 1960 [détail de l’édition]